# Marcelle (La Baña)
Marcelle (llamada oficialmente Santa Cristina de Marcelle) es una parroquia española del municipio de La Baña, en la provincia de La Coruña, Galicia. 

## Entidades de población
Entidades de población que forman parte de la parroquia:
- Outeiro
- Quinteiro
- Vilar

## Demografía
| Gráfica de evolución demográfica de Marcelle entre 2000 y 2018 |
|                                                                |
| Datos según el nomenclátor publicado por el INE.               |